# Prime Property Award

Der Prime Property Award ist eine Auszeichnung der europäischen Immobilienwirtschaft, die von dem Investmentunternehmen Union Investment ausgelobt wird. Prämiert werden europaweit Investoren, die bei der Entwicklung und Sanierung gewerblicher und privater Gebäude in bestimmter Form Nachhaltigkeitskriterien berücksichtigt haben. Der Preis ist mit 30.000 Euro dotiert und wird im Rahmen der Fachmesse Expo Real alle zwei Jahre verliehen.

## Hintergrund und Entstehung
2001 schrieb die Union Investment Real Estate GmbH, damals noch unter dem Namen Deutsche Immobilien Fonds AG (DIFA), erstmals unter deutschen Studenten und Hochschulabsolventen der Fachbereiche Architektur, Stadt- und Raumplanung, Bauingenieurwesen, Verkehrsplanung, Ökologie und Soziologie einen Wettbewerb aus. Das Thema hieß „Mehr bewegen. Mehr erleben. Zukunft Stadt.“ Zur ersten paneuropäischen Preisvergabe im Jahr 2004 bewarben sich 62 Städte aus 15 europäischen Ländern für die Wettbewerbskategorie „Fertiggestellte Quartiere in Europa“. 2008 wurde der Preis als Prime Property Award fortgeführt und rückte das Immobilieninvestment in den Vordergrund. 90 Wettbewerbsbeiträge aus 18 Ländern nahmen teil. Im Jahr 2010 wurden 142 Immobilienprojekte aus 19 europäischen Ländern eingereicht. Der vergebene Preis stellte ebenfalls solche europäische Immobilienprojekte in den Mittelpunkt, die nach Ansicht der Jury wirtschaftlichen Erfolg mit ökologischer und soziokultureller Nachhaltigkeit verbanden.
Leitgedanke des Awards ist nach eigener Aussage die Auseinandersetzung mit nachhaltigen Bauvorhaben und wirtschaftlich wie ökologisch zukunftsfähigen Immobilien. Ermittelt werden die Gewinner in einem zweistufigen Auswahlverfahren von einer 11-köpfigen internationalen Jury.
Primär richtet sich der Prime Property Award an Immobilieninvestoren und -eigentümer. Daneben können Architekten, Projektentwickler, Property Manager, Makler oder andere Beteiligte – mit Zustimmung des Eigentümers – am Wettbewerb teilnehmen. Eingereicht werden können sowohl Neubauprojekte als auch Refurbishments mit einer Mindestgröße von 5.000 m².

## Kriterien
Die Beurteilung der eingereichten Wettbewerbsbeiträge erfolgt auf Grundlage eines Kriterienkatalogs, der die Qualität der Projekte unter Berücksichtigung der Eigenschaften „ökologisch“, „ökonomisch“ und „soziokulturell“ vergleichbar und damit bewertbar machen soll.
1. Städtebauliche Nachhaltigkeit – eine Aufwertung des urbanen Umfelds durch die Immobilie
2. Ökologisch nachhaltiges Gebäude- und Energiekonzept – Nutzung umweltschonender Materialien und der Einsatz regenerativer Energien
3. Wirtschaftliche Nachhaltigkeit – Betrachtung des Immobilien-Lebenszyklus.

## Prämierte Immobilienprojekte

### DIFA-Award
2001 – „Mehr bewegen. Mehr erleben. Zukunft Stadt.“
| Kategorie              | Preisträger                             | Projekttitel |
| ---------------------- | --------------------------------------- | --- |
| Stadt und Raumplanung  | Angela Uttke, Antje Veit                | „Big Boxes – die nachhaltige Integration von Großstrukturen in das Konzept der kleinteiligen Stadt“                               |
| Architektur            | Erhard An-He Kinzelbach, Till Schweizer | „Sportmegalith Frankfurt am Main“                                                                                                 |
| Bauwesen / Bauökonomie | Thomas Meinhardt                        | „Wohnwerterhöhung bei nutzerorientierter Altbau-Sanierung“                                                                        |
| Verkehrsplanung        | Markus Randler                          | „LABS-Studio: Parkingplus in Downtown Los Angeles“                                                                                |
| Ökologie               | Frauke Jenke                            | „Bürgerbeteiligung und Lokale Agenda 21. Entwicklung, Chancen und Grenzen von Beteiligungsformen auf dem Weg ins 21. Jahrhundert“ |
| Soziologie             | Veronika Hilbermann                     | „Comics als Medium in Planungsprozessen“                                                                                          |
| Spezial Award          | Manfred Thönnessen                      | „Elementdynamik in fassadenbegrünendem wilden Wein“                                                                               |

2002 – „Quartiere im städtischen Kontext“
| Kategorie                                | Platzierung | Ort               | Projekttitel                                    |
| ---------------------------------------- | ----------- | ----------------- | ----------------------------------------------- |
| Fertiggestellte Quartiere in Deutschland | 1. Preis    | Berlin            | Tiergarten-Dreieck, Berlin-Mitte                |
| Fertiggestellte Quartiere in Deutschland | 2. Preis    | Nordhorn          | Wasserstadt Povel                               |
| Fertiggestellte Quartiere in Deutschland | 3. Preis    | Heidelberg        | Schlossquell Brauerei                           |
| Fertiggestellte Quartiere in Deutschland | Sonderpreis | Halle (Saale)     | Händelhaus-Karree                               |
| Geplante/im Bau befindliche Quartiere    | 1. Preis    | Hamburg           | Altes Bavaria-Gelände, Hamburg-St. Pauli        |
| Geplante/im Bau befindliche Quartiere    | 2. Preis    | Kassel            | Wiedergründung der Unterneustadt                |
| Geplante/im Bau befindliche Quartiere    | 3. Preis    | Mannheim          | Quartiersentwicklung Jungbusch/Verbindungskanal |
| Geplante/im Bau befindliche Quartiere    | Sonderpreis | Frankfurt am Main | Frankfurter Westhafen                           |

2004 – „Beiträge zur Belebung innerstädtischer Quartiere“
| Kategorie                           | Platzierung | Ort                   | Projekttitel                     |
| ----------------------------------- | ----------- | --------------------- | -------------------------------- |
| Fertiggestellte Quartiere in Europa | 1. Preis    | Manchester, England   | Millennium Quarter               |
| Fertiggestellte Quartiere in Europa | 2. Preis    | Tübingen, Deutschland | Französischer Platz              |
| Fertiggestellte Quartiere in Europa | 3. Preis    | Tampere, Finnland     | Finlayson                        |
| Fertiggestellte Quartiere in Europa | Sonderpreis | Hamburg, Deutschland  | Evangelische Stiftung Alsterdorf |

2006 – „Lebensqualität in innerstädtischen Quartieren“
| Kategorie                           | Platzierung | Ort                   | Projekttitel                 |
| ----------------------------------- | ----------- | --------------------- | ---------------------------- |
| Fertiggestellte Quartiere in Europa | 1. Preis    | Oslo, Norwegen        | Aker Brygge                  |
| Fertiggestellte Quartiere in Europa | 2. Preis    | Chemnitz, Deutschland | Neue Mitte                   |
| Fertiggestellte Quartiere in Europa | 3. Preis    | Leipzig, Deutschland  | Quartier am Karl-Heine-Kanal |
| Fertiggestellte Quartiere in Europa | Sonderpreis | Antwerpen, Belgien    | Schipperskwartier            |

### Prime Property Award
2008 – „Nachhaltige Immobilien-Investments“
| Platzierung | Preisträger                                                                       | Projekttitel           | Ort                            |
| ----------- | --------------------------------------------------------------------------------- | ---------------------- | ------------------------------ |
| 1. Preis    | METRO Group Asset Management (Architekt: FOA Foreign Office Architects)           | Shopping Square Meydan | Istanbul, Türkei               |
| 2. Preis    | Universitets- og Bygningsstymelse, Sonderborg Kommune (Architekt: 3XN Architects) | Alsion                 | Sonderborg, Dänemark           |
| 3. Preis    | ING Insurance (Architekt: KSP Engel und Zimmermann Architekten)                   | WestendDuo             | Frankfurt am Main, Deutschland |
| Sonderpreis | Swiss Life (Architekt: Camenzind Evolution Ltd.)                                  | Seewürfel              | Zürich, Schweiz                |

2010
| Platzierung | Preisträger                                                                         | Projekttitel                                             | Ort              |
| ----------- | ----------------------------------------------------------------------------------- | -------------------------------------------------------- | ---------------- |
| 1. Preis    | Bovis Lend Lease                                                                    | Abengoa Headquarters – Palmas Altas Technological Center | Sevilla, Spanien |
| 2. Preis    | Neue Brünnen AG (Architekt: Daniel Libeskind)                                       | Freizeit- und Einkaufszentrum Westside                   | Bern             |
| 3. Preis    | Hochtief Projektentwicklung GmbH (Architekt: Behnisch Architekten)                  | Neues Unilever-Haus                                      | Hamburg          |
| Sonderpreis | Wohnungsbaugesellschaft der Stadt Augsburg GmbH, (Architekt: Schrammel Architekten) | Neue Stadtbücherei                                       | Augsburg         |
| Sonderpreis | SMA Solar Technology AG (Architekt: HHS Planer + Architekten AG)                    | Produktionshalle SMA AG                                  | Kassel           |

2012
| Platzierung | Preisträger                                                                    | Projekttitel               | Ort               |
| ----------- | ------------------------------------------------------------------------------ | -------------------------- | ----------------- |
| 1. Preis    | ThyssenKrupp AG (Architekt: ARGE JSWD Architekten, Chaix & Morel et Associeés) | Thyssenkrupp-Hauptquartier | Essen             |
| 2. Preis    | Signa Prime Holding AG (Architekt: David Chipperfield Architects)              | Kaufhaus Tyrol             | Innsbruck         |
| 3. Preis    | Jernhusen AB (Architekt: Strategisk Arkitektur)                                | Kungsbrohuset              | Stockholm         |
| Sonderpreis | Inspiria Eiendom AS, (Architekt: AART architects A/S)                          | Inspiria Science Center    | Graalum, Norwegen |

Quelle: 